# Городское поселение Берёзово
Городское поселе́ние Берёзово — муниципальное образование в Берёзовском районе Ханты-Мансийского автономного округа Российской Федерации.
Административный центр — посёлок городского типа Берёзово.

## История
Статус и границы городского поселения установлены Законом Ханты-Мансийского автономного округа — Югры от 25 ноября 2004 года № 63-ОЗ «О статусе и границах муниципальных образований Ханты-Мансийского автономного округа — Югры»

## Население
| 2010  | 2012  | 2013  | 2014  | 2015  | 2016  | 2017  |
| ----- | ----- | ----- | ----- | ----- | ----- | ----- |
| 7939  | ↘7928 | ↘7922 | ↘7868 | ↘7777 | ↘7631 | ↘7581 |
| 2018  | 2019  | 2020  | 2021  |       |       |       |
| ↘7555 | ↘7405 | ↘7293 | ↘6966 |       |       |       |

## Состав городского поселения
| № | Населённый пункт | Тип населённого пункта      | Население |
| - | ---------------- | --------------------------- | --------- |
| 1 | Берёзово         | пгт, административный центр | ↘6411     |
| 2 | Деминская        | деревня                     | 33        |
| 3 | Пугоры           | деревня                     | 50        |
| 4 | Теги             | село                        | 356       |
| 5 | Устрём           | посёлок                     | 46        |
| 6 | Шайтанка         | деревня                     | 167       |